# Graba'
 (septembre 2024).
Si vous disposez d'ouvrages ou d'articles de référence ou si vous connaissez des sites web de qualité traitant du thème abordé ici, merci de compléter l'article en donnant les références utiles à sa vérifiabilité et en les liant à la section « Notes et références ».

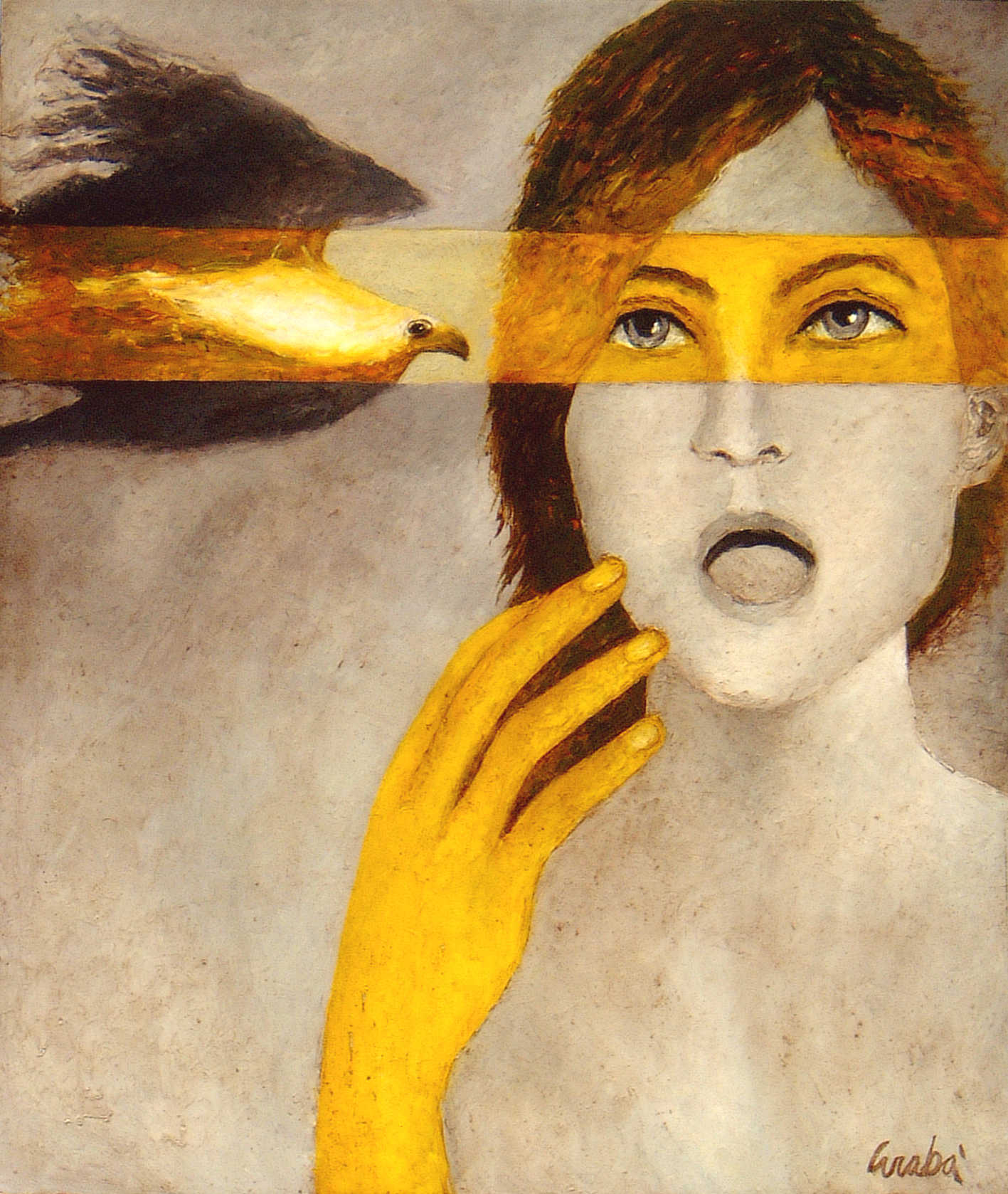
Tableau du cycle La Divina Commedia, Inferno canto 17

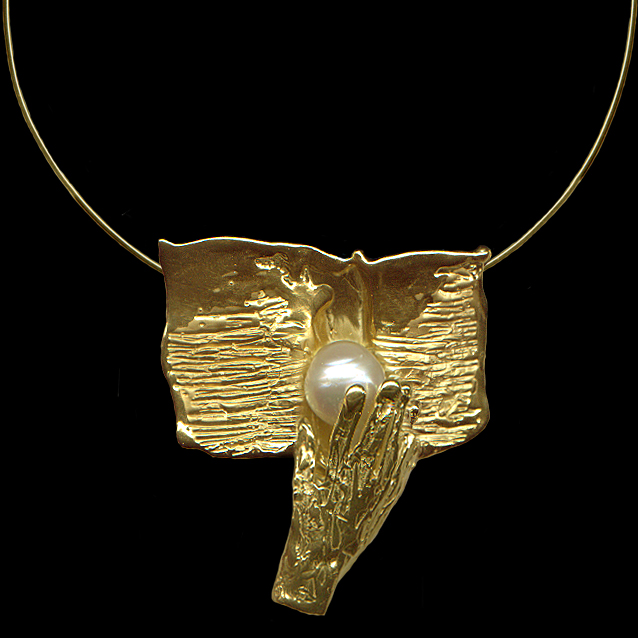
Bijou du cycle Paradise Lost

Ignace De Graeve, dit Graba', né à Gand le 24 septembre 1940 et décédé à Bruges  le 17 janvier 2016, est un artiste belge produisant principalement des peintures et des bijoux.

## Biographie

### Enfance et formation
Il est né en 1940.

### Mort
Il meurt en 2016.

## Œuvre
Le travail de l’artiste a été proposé aux enchères à plusieurs reprises, avec des prix réalisés allant de 172 USD à 412 USD, selon la taille et le support de l’œuvre.

## Expositions
- 1976 : Le Jardin des Délices à Laethem-Saint-Martin ;
- 1976 : La Lumière et ses Mystères à Laethem-Saint-Martin ;
- 1977 : Le mystique de l’Islam à Zeist, Bruxelles, Paris et Téhéran ;
- 1978 : Tantra à Bruxelles ;
- 1979 : Apocalypse à Courtrai à Varsovie, Strasbourg et Barcelone ;
- 1980 : La conférence des Oiseaux à Paris, Anvers et Knokke ;
- 1981 : L’Arbre de Vie à Knokke et Leende ;
- 1981 : Les visions de la Nuità Anvers et Courtrai ;
- 1982 : Le Nouveau Genji à Chaudfontaine et Bruxelles ;
- 1983 : Les mille yeux de l’eau à Anvers ;
- 1984 : The Language of forms à Courtrai ;
- 1985 : Les cinq Saisons à Courtrai ;
- 1987 : Genesis I à Markedal et Courtrai ;
- 1988 : L’homme au miroir ;
- 1989 : Genesis II à Paris ;
- 1991 : Emotions in motion I à Courtrai et Santa Monica ;
- 1993 : Emotions in motion II à Singapour ;
- 1994 : Cathédrales Casa à Lisbonne et Vancouver ;
- 1996 : Les Fleurs du Mal à Courtrai, Paris, Chicago et Vancouver ;
- 1998 : The Black Paintings à Paris ;
- 1999 : Paysages Expositions à Paris ;
- 2003 : La Divina Commedia à Gand ;
- 2004 : Ulysse ;
- 2007 : Paradise Lost à Courtrai ;
- 2008 : Graba’ in residence à Copenhague ;
- 2009 : a Man of answers…? à Gand.

## Publications

### Monographies
- 1976 : Le Jardin des Délices à Genève ;
- 1976 : La Lumière et ses Mystères à Genève ;
- 1977 : Le Mystique de l’Islam à Genève ;
- 1978 : Tantra à Genève ;
- 1978 : Le peintre et son modèle à Genève ;
- 1980 : La Conférence des Oiseaux à Paris ;
- 1982 : The New Genji à Amsterdam ;
- 1984 : La Naissance à Gand ;
- 2003 : La Divine Comédie à Bruxelles.

### DVD
- 2003 : La Divine Comédie à Bruxelles ;
- 2007 : Paradis Perdu à Bruxelles.